# Cerkiew w Starym Brusie
Cerkiew w Starym Brusie – rzymskokatolicki kościół parafialny należący do dekanatu Hańsk diecezji siedleckiej.
Jest to dawna świątynia unicka wybudowana w latach 1805–1807 z fundacji właściciela wsi Karola Grzymały Dobieckiego. Była to aż do 1865 roku kaplica dworska. W 1867 roku kaplicę przejęły władze i ustanowiły tu w 1875 cerkiew prawosławną. W 1918 roku przebudowano ją na kościół rzymskokatolicki pod wezwaniem Matki Boskiej Częstochowskiej. Kościół został zbudowany w stylu eklektycznym na planie krzyża greckiego.